# 1157 Арабија
1157 Арабија је астероид главног астероидног појаса чија средња удаљеност од Сунца износи 3,182 астрономских јединица (АЈ).
Апсолутна магнитуда астероида је 10,0 а геометријски албедо 0,327.